# Nanorana ercepeae
Nanorana ercepeae är en groddjursart som först beskrevs av Dubois 1974.  Nanorana ercepeae ingår i släktet Nanorana och familjen Dicroglossidae. IUCN kategoriserar arten globalt som nära hotad. Inga underarter finns listade i Catalogue of Life.